# 张雷平
张雷平（1918年—1975年），男，江苏沛县人，中华人民共和国军事人物，中国人民解放军少将，曾任国防科学技术委员会训练基地政治部主任。